# Катаржинська волость
Катаржинська волость — історична адміністративно-територіальна одиниця Тираспольського повіту Херсонської губернії.
Станом на 1886 рік складалася з єдиного поселення, єдиної сільської громади. Населення — 3456 осіб (1778 осіб чоловічої статі та 1678 — жіночої), 497 дворових господарств.
|                     | Площа, десятин | У тому числі орної, дес. |
| ------------------- | -------------- | ------------------------ |
| Сільських громад    | 13549          | 5326                     |
| Приватної власності | —              | —                        |
| Казенної власності  | —              | —                        |
| Іншої власності     | 120            | 40                       |
| Загалом             | 13669          | 5366                     |

Поселення волості:
- Катаржинка — село при річках Середній та Малий Куяльник за 60 верст від повітового міста, 3456 осіб, 497 дворів, православна церква, школа, земська станція, 12 лавок, 8 винних погрібів, винний склад, базари через 2 тижня по понеділках.